# パワープレイ (サッカー)
パワープレイはサッカーの戦術。フォワードに多くの選手を配置した上で、ロングパスをフォワードに放り込み、そうしたパスから直接、またはこぼれ球からゴールを狙う。
現代サッカーは、11人のうち、得点を常に狙うFWが1～2人程度と、より守備に偏った戦術が取られるようになってきている。しかし、残り時間が少なくなると、負けている側のチームがFWの人数を3～4人に増やす場合があり、時間切れ寸前にはMFやDFも加わり、さらにゴールキーパーもゴール前で攻撃に参加する時もある。これを試合中に相手チームより人数が多い状態を指す、アイスホッケーの用語を転用して「パワープレイ」と呼ぶ。相手のDFの人数と同じか、それ以上のFWを配置する場合で、試合途中での変更を指す場合が多い。